# Eskin, Kızıltepe
Eskin là một xã thuộc huyện Kızıltepe, tỉnh Mardin, Thổ Nhĩ Kỳ. Dân số thời điểm năm 2010 là 1.243 người.